# آلبرشت وبر
فردریش آلبرشت وبر (آلمانی: Friedrich Albrecht Weber، تلفظ آلمانی: [ˈfʁiːdʁɪç ˈalbʁɛçt ˈveːbɐ]; ۱۷ فوریهٔ ۱۸۲۵ – ۳۰ نوامبر ۱۹۰۱) هند شناس اهل پادشاهی پروس بود.